# ین نظامی ژاپن
ین نظامی ژاپن (به انگلیسی: Japanese military yen) (به زبان بومی: 日本軍用手票) یکای پول رایج در کشور ژاپن بین سال‌های ۱۹۳۷ تا ۱۹۴۵ بود. مسئولیت کنترل این واحد پولی برعهدهٔ وزارت جنگ ژاپن قرار داشت.